# Montaña rusa, otra vuelta
Montaña rusa, otra vuelta é uma telenovela argentina produzida pela Pol-ka Producciones e exibida pelo Canal 13 em 1996.

## Elenco
- Juan Gil Navarro - Micky
- Denise Dumas - Laura
- Agustina Posse - Micaela
- Diana Lamas - Paola
- Leonora Balcarce - Martina
- Sebastián Rulli - Ignacio
- Gastón Ricaud - Rodrigo
- Segundo Cernadas - Diego
- Mariano Fernández - Pablo
- José María López - Morreja